# RRM2
La subunidad M2 de ribonucleósido-difosfato reductasa, también conocida como subunidad pequeña de ribonucleótido reductasa, es una enzima que en humanos está codificada por el gen RRM2.

## Función
Este gen codifica una de las dos subunidades no idénticas de la ribonucleótido reductasa. Esta reductasa cataliza la formación de desoxirribonucleótidos a partir de ribonucleótidos. La síntesis de la proteína codificada (M2) se regula de forma dependiente del ciclo celular. La transcripción de este gen puede ser iniciada por promotores alternativos, lo que da como resultado dos isoformas que difieren en las longitudes de sus N-terminales.